# Alfonso Lista
Alfonso Lista is een gemeente in de Filipijnse provincie Ifugao op het eiland Luzon. Bij de laatste census in 2007 had de gemeente ruim 25 duizend inwoners.

## Geografie

### Bestuurlijke indeling
Alfonso Lista is onderverdeeld in de volgende 20 barangays:
| - Bangar - Busilac - Calimag - Calupaan - Caragasan - Dolowog - Kiling - Little Tadian - Laya - Namillangan | - Namnama - Ngileb - Pinto - Poblacion - San Jose - San Juan - San Marcos - San Quintin - Santa Maria - Santo Domingo |

## Demografie
Alfonso Lista had bij de census van 2007 een inwoneraantal van 25.323 mensen. Dit zijn 4.156 mensen (19,6%) meer dan bij de vorige census van 2000. De gemiddelde jaarlijkse groei komt daarmee uit op 2,50%, hetgeen hoger is dan het landelijk jaarlijks gemiddelde over deze periode (2,04%). Vergeleken met de census van 1995 is het aantal mensen met 7.771 (44,3%) toegenomen.

De bevolkingsdichtheid van Alfonso Lista was ten tijde van de laatste census, met 25.323 inwoners op 347,46 km², 72,9 mensen per km².